# Jan Elmers
Jan Elmers (Amsterdam, 4 juli 1904 – 11 april 1985) was een Nederlands politicus.
Hij werd geboren als zoon van Dirk Elmers (1878-1959, timmerman en later veldwachter) en Elizabeth Raggers (1878-1967). Jan Elmers was commies ter secretarie en waarnemend gemeente-ontvanger van Jisp. In april 1946 werd hij benoemd tot burgemeester van Sijbekarspel; destijds een zelfstandige gemeente waartoe ook het dorp Benningbroek behoorde. In augustus 1969 ging hij met pensioen en in 1985 overleed hij op 80-jarige leeftijd. Naar hem werd de 'Burgemeester Elmersstraat' vernoemd.